# Elaphoglossum hayesii
Elaphoglossum hayesii är en träjonväxtart som först beskrevs av Georg Heinrich Mettenius och Oskar Kuhn, och fick sitt nu gällande namn av William Ralph Maxon. Elaphoglossum hayesii ingår i släktet Elaphoglossum och familjen Dryopteridaceae. Inga underarter finns listade.